# Frans Ekelund

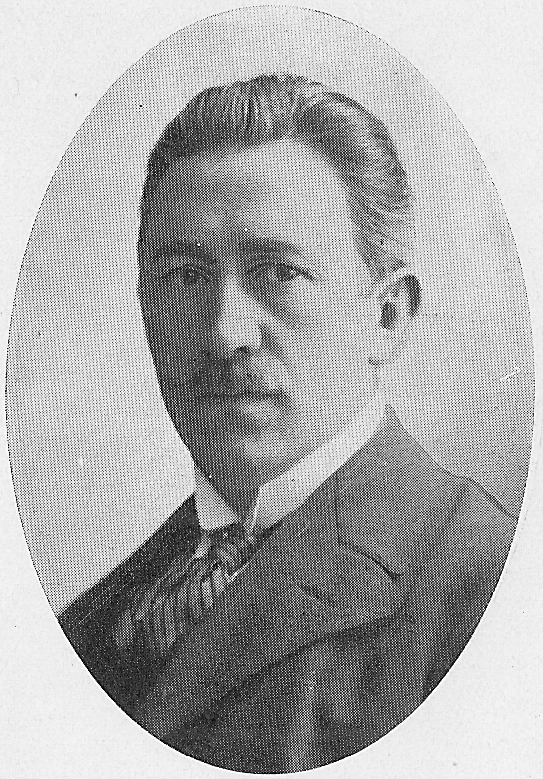
Frans Ekelund

Frans Hilding Ekelund, född 18 november 1882 i Malmö, död 13 mars 1965 i Landskrona, var en svensk arkitekt, stadsarkitekt i Landskrona 1913–1949.

## Biografi

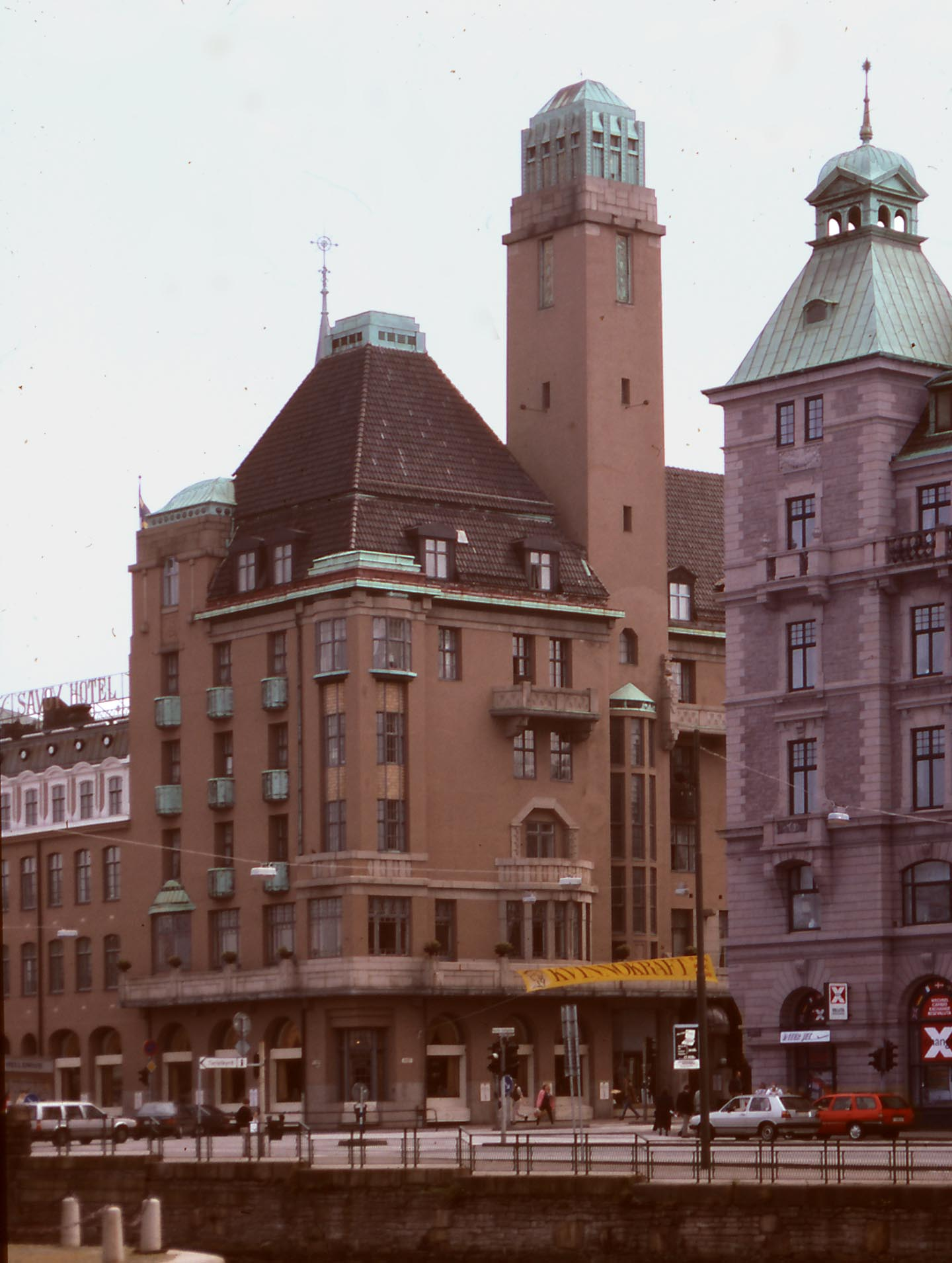
Hotell Savoy i Malmö

Ekelund föddes och växte upp i Malmö som son till byggmästaren Nils P. Ekelund.
Ekelund studerade vid Kungliga tekniska högskolan i Stockholm 1902–1906. År 1908 var Ekelund på det tekniska universitetet i Berlin, Charlottenburg. Han var anställd på byrå i Stockholm 1906–1907 och drev egen arkitekt- och byggnadsbyrå i Malmö 1907–1913 varefter han blev stadsarkitekt i Landskrona, en tjänst han innehade till 1949.
Ekelunds mest kända verk är Hotell Savoy i Malmö, en byggnad uppförd 1912 i en elegant jugendstil, närmast besläktad med den österrikiska secessionismen. Därutöver ritade han bland annat Röstånga Gästgivaregård (1908), bostadshus vid Föreningsgatan och Östra Förstadsgatan i Malmö samt en mängd bostadshus i Landskrona.
Frans Ekelund är gravsatt på Landskrona kyrkogård. Han fick 2019 en minnessten på Landskrona Walk of Fame.

## Verk i urval
- Röstånga gästgivargård, Malmö 1908, 1:a pris allmän tävling, samt uppdrag.
- Savoy Hotel, Malmö, (tävling) ombyggnad och omfattande tillbyggnad 1913.
- 2:a pris inbjuden tävling Baltiska utställning 1914.
- Bostadshus Ö förstadsgatan, Malmö 1909.
- Passagebyggnad Ö förstadsgatan, Malmö 1911.
- I Bostadskommittén 1915 och 1917, arbetarbostäder, egna hem, Landskrona.
- Bostadshus: Gamla begravningsplatsen 1917 m fl.
- Biografen Imperial, St Norregatan, Landskrona 1917.
- Rönnebergs sparbank, ombyggnad, N Långgatan 22, Landskrona 1917.
- Silos i Landskrona hamn 1920.
- Länslasarett, Landskrona 1928.
- Länslasarett, Trälleborg 1932.
- Hantverks- och industriutställning, Landskrona 1929.